# دنیای سینمایی مارول: فاز پنجم
فاز پنجم دنیای سینمایی مارول (به انگلیسی: Marvel Cinematic Universe: Phase Five) مجموعه ای از فیلم‌ها و مجموعه‌های تلویزیونی ابرقهرمانی آمریکایی است که توسط مارول استودیوز بر پایهٔ شخصیت‌هایی که در انتشارات مارول کامیکس ظاهر می‌شوند، تولید شده‌اند. فاز پنجم شامل تمام تولیدات مارول استودیوز است که از سال ۲۰۲۳ تا ۲۰۲۵ اکران شده اند، و استودیو سینمایی والت دیزنی عمدتاً فیلم‌ها را توزیع می‌کند و مجموعه‌ها در دیزنی پلاس منتشر می کند. نخستین فیلم این فاز مرد مورچه‌ای و زنبورک: شیدایی کوانتومی است که در ۱۷ فوریه ۲۰۲۳ اکران شده‌است و نخستین سری در این فاز فصل دوم چه می‌شود اگر… ؟، در اوایل سال ۲۰۲۳ منتشر شد .
فیلم‌های این فاز عبارتند از مرد مورچه‌ای و زنبورک: شیدایی کوانتومی با بازی پل راد و اوانجلین لیلی، گروه نگهبانان کهکشان بخش ۳، مارول‌ها با بازی بری لارسون، تیونا پریس، و ایمان ولانی، ددپول و ولورین با بازی رایان رینولدز و هیو جکمن ، کاپیتان آمریکا: دنیای شجاع جدید با بازی آنتونی مکی و تاندربولز*با بازی سباستین استن ، فلورنس پیو و دیوید هاربر
مجموعه‌های تلویزیونی دیزنی پلاس این فاز شامل فصل دوم و سوم چه می‌شود اگر… ؟، تهاجم مخفی با بازی ساموئل ال. جکسون، اکو با بازی الاکوآ کاکس، فصل دوم لوکی با بازی تام هیدلستون، آگاتا تمام مدت با بازی کاترین هان و دردویل: تولد دوباره با بازی چارلی کاکس ، مردان ایکس ۹۷ ، دوست خوب محله شما : مرد عنکبوتی و قلب آهنی می باشد. 

## فیلم‌ها
| فیلم                                  | تاریخ انتشار   | کارگردان    | فیلم‌نامه‌نویس                                            | تهیه‌کننده                                            | وضعیت     |
| ------------------------------------- | -------------- | ----------- | ------------------------------------------------------- | ---------------------------------------------------- | --------- |
| مرد مورچه‌ای و زنبورک: شیدایی کوانتومی | ۱۷ فوریه ۲۰۲۳  | پیتون رید   | جف لاونس                                                | کوین فایگی و مارول استودیوز                          | منتشر شده |
| نگهبانان کهکشان بخش ۳                 | ۵ مه ۲۰۲۳      | جیمز گان    | جیمز گان                                                | کوین فایگی                                           | منتشر شده |
| مارول‌ها                               | ۱۰ نوامبر ۲۰۲۳ | نیا داکوستا | نیا داکوستا و مگان مک‌دانل و الیسا کاراسیک               | کوین فایگی                                           | منتشر شده |
| ددپول و ولورین                        | ۲۶ ژوئیه ۲۰۲۴  | شاون لوی    | رایان رینولدز و رت ریس و پال ورنیک و زیب ولز و شان لوی  | کوین فایگی، رایان رینولدز، شاون لوی و لورن شولر دانر | منتشر شده |
| کاپیتان آمریکا: دنیای شجاع جدید       | ۱۴ فوریه ۲۰۲۵  | ژولیوس اونا | مالکوم اسپلمن و دالان موسون و جولیوس اونا و متیو اورتون | کوین فایگی، مارول استودیوز، و مالکوم اسپلمن          | منتشر شده |
| تاندربولتز*                           | ۲ مه ۲۰۲۵      | جیک شرایر   | اریک پیرسون لی سونگ جین جوانا کالو                      | کوین فایگی                                           | منتشر شده |

### مرد مورچه‌ای و زنبورک: شیدایی کوانتومی

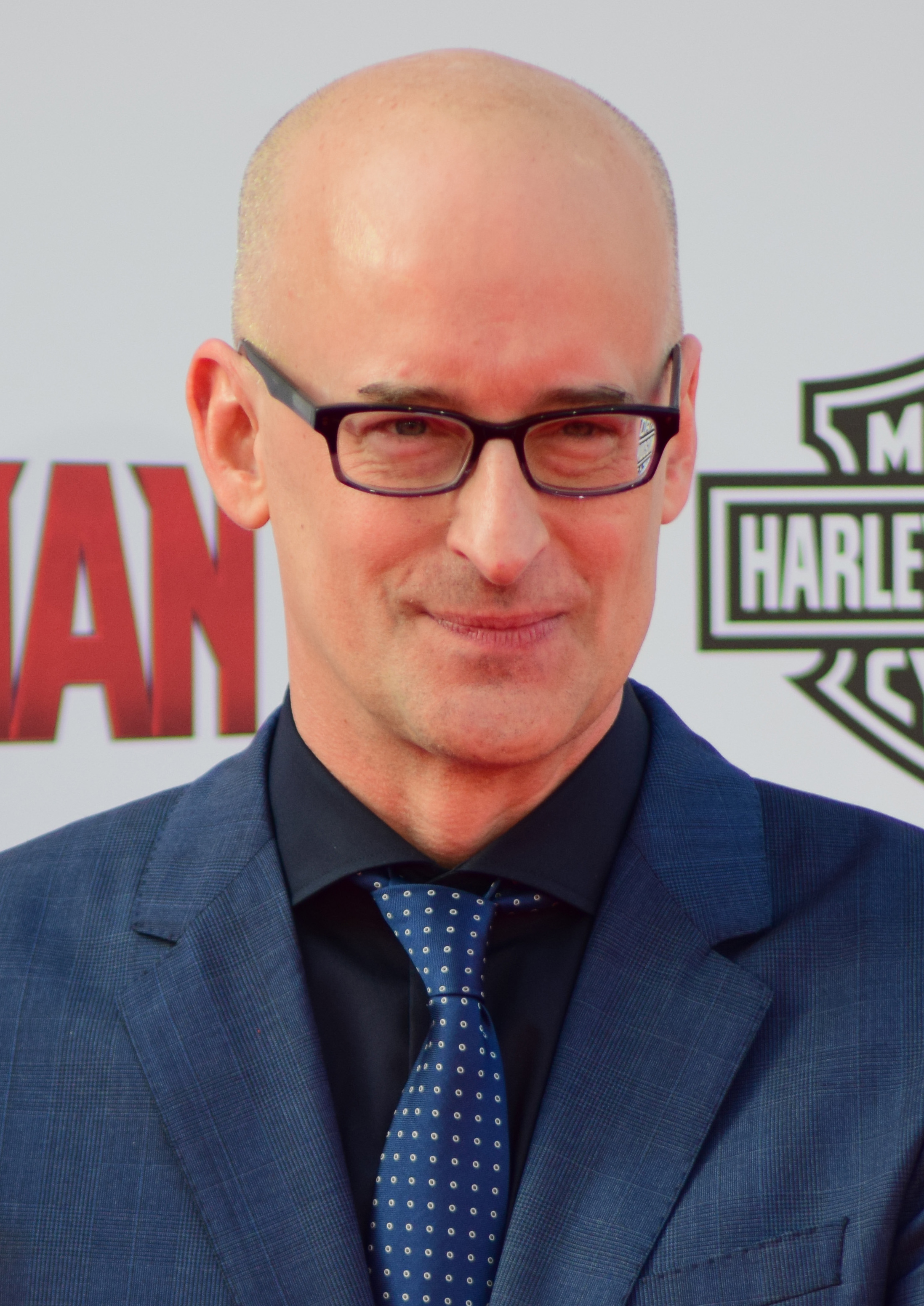
پیتون رید، کارگردان فیلم‌های مرد مورچه‌ای

اسکات لانگ و هوپ ون داین، همراه با والدین هوپ، هنک پیم و جانت ون داین، به ماجراجویی جدیدی برای کاوش در قلمرو کوانتومی می‌روند.
پیش از اکران مرد مورچه‌ای و زنبورک (۲۰۱۸)، پیتون رید و مارول استودیوز انتظار داشتند که سومین فیلم مرد مورچه‌ای ساخته شود و دربارهٔ نکات احتمالی داستان صحبت کرده بودند؛ پیتون رید تا نوامبر ۲۰۱۹ به عنوان کارگردان بازگشت و پل راد و اوانجلین لیلی در نقش اسکات لنگ / مرد مورچه‌ای و هوپ ون داین / زنبورک تأیید شدند. جف لاونس در آوریل ۲۰۲۰ مشغول نوشتن فیلمنامه بود، و عنوان فیلم و اعضای جدید بازیگران در دسامبر مشخص شدند. فیلمبرداری در ترکیه در اوایل فوریه ۲۰۲۱ آغاز شد، در حالی که تصویربرداری اصلی در پایان ژوئیه در استودیو پاین‌وود در باکینگهامشر آغاز شد، و در نوامبر به پایان رسید. همچنین قرار بود تصویربرداری در آتلانتا و سانفرانسیسکو تا سال ۲۰۲۲ ادامه یابد. مرد مورچه‌ای و زنبورک: شیدایی کوانتومی در ۱۷ فوریه ۲۰۲۳ منتشر شد.
جاناتان میجرز در نقش کانگ فاتح ظاهر می‌شود؛ او نخستین بار به عنوان گونه‌ای از این شخصیت به نام «He Who Remains» که از ایمورتوس الهام گرفته‌شده‌است، در فصل اول لوکی (۲۰۲۱) ظاهر شد.

### نگهبانان کهکشان بخش ۳
پیتر کویل که هنوز بابت از دست دادن گامورا در شوک است، باید نگهبانان کهکشان را در مأموریتی برای دفاع از کیهان و محافظت از یکی از خودشان جمع کند.
در آوریل ۲۰۱۶، کوین فایگی، رئیس مارول استودیوز که تهیه‌کننده فیلم‌های محافظان است، گفت که فیلم سومی برای این فرنچایز به‌عنوان بخشی از دنیای سینمایی مارول (MCU) برنامه‌ریزی شده‌است. جیمز گان در آوریل ۲۰۱۷ اعلام کرد که برای نویسندگی و کارگردانی فیلم نگهبانان کهکشان بخش ۳ باز خواهد گشت، و تولید فیلم پس از اینکه گان فیلم جوخه انتحار (۲۰۲۱) و سریال اسپین‌آف آن پیس‌میکر (۲۰۲۲) را تکمیل کرد، آغاز شد. فایگی در ژوئیه ۲۰۱۹ در سن دیگو کامیک کان تأیید کرد که این فیلم در حال ساخت است. فیلمبرداری در نوامبر ۲۰۲۱، در تریلیث استودیوز در آتلانتا آغاز شد، و در اوایل مهٔ ۲۰۲۲ به پایان رسید. نگهبانان کهکشان بخش ۳ در ۵ مهٔ ۲۰۲۳ منتشر شد.
نگهبانان کهکشان بخش ۳ پس از رویدادهای ثور: عشق و تندر (۲۰۲۲) و نگهبانان کهکشان ویژه تعطیلات (۲۰۲۲) روایت می‌شود.

### مارول‌ها
فایگی در کامیک-کان سن دیگو سال ۲۰۱۹ برنامه‌هایش برای ساخت دنباله‌ای از کاپیتان مارول را تأیید کرد و توسعهٔ رسمی در ژانویهٔ ۲۰۲۰ با ورود مگان مک‌دانل برای نوشتن فیلم‌نامه و بازگشت لارسون در نقش کارول دنورز آغاز شد. استودیو به جای بازگشت آنا بودن و رایان فلک از فیلم اول، یک کارگردان زن برای فیلم می‌خواست، و نیا داکوستا تا اوت برای کارگردانی استخدام شد. این فیلم در دسامبر ۲۰۲۰ با عنوان کاپیتان مارول ۲ معرفی شد، و عنوان رسمی آن در مهٔ ۲۰۲۱ به «The Marvels» تغییر کرد. فیلم‌برداری واحد دوم در اواسط آوریل ۲۰۲۱ در نیوجرسی آغاز شد، و تصویربرداری اصلی تا اوت در استودیوهای پاین‌وود در باکینگهام‌شر، لانگ‌کراس استودیو در ساری، و در تروپئا آغاز شد. فیلم‌برداری همچنین در لس آنجلس انجام شد، و تا مهٔ ۲۰۲۲ به پایان رسید. مارول‌ها در ۱۰ نوامبر ۲۰۲۳ اکران شد.
مارول‌ها توسط سریال خانم مارول (۲۰۲۲) از دیزنی پلاس تنظیم شده‌است، که ایمان ولانی، ساگار شیخ، زنوبیا شرف، و موهان کاپور نقش‌های خود را به عنوان کامالا خان / خانم مارول، امیر خان، منیبه خان و یوسف خان تکرار می‌کنند. تیونا پریس در نقش بزرگسال مونیکا رامبو از سریال وانداویژن (۲۰۲۱) ظاهر می‌شود، که آکیرا اکبر در کاپیتان مارول نقش کودکی آن ایفا کرده بود.

### ددپول و ولورین
توسعهٔ فیلم سومی از ددپول تا نوامبر ۲۰۱۶ در فاکس قرن بیستم آغاز شد، اما پس از اکتساب این شرکت توسط والت دیزنی که در مارس ۲۰۱۹ تکمیل شد، به حالت تعلیق درآمد. سپس نظارت و مدیریت این شخصیت به مارول استودیوز واگذار شد که شروع به ساخت فیلم جدیدی به‌همراه رینولدز کرد. این فیلم شخصیت ددپول را با دنیای سینمایی مارول یکپارچه می‌کند و انتظار می‌رود رتبه‌بندی بزرگسال فیلم‌های قبلی را حفظ کند، یعنی نخستین فیلم دنیای سینمایی مارول است که چنین رتبه‌ای را دارد. وندی مولینیو و لیزی مولینیو-لوژلین در نوامبر ۲۰۲۰ برای نگارش فیلم‌نامه به پروژه ملحق شدند و ریس و ورنیک از فیلم‌های قبلی نیز بازگشتند تا آن را تا مارس ۲۰۲۲ بازنویسی کنند. لوی در آن زمان برای کارگردانی استخدام شد. جکمن در اوت ۲۰۲۲ تصمیم گرفت نقش ولورین از فیلم‌های مردان ایکس را بار دیگر ایفا کند و اوایل سال ۲۰۲۳، بازیگران دیگری انتخاب شدند. ددپول و ولورین در ۲۶ ژوئیه ۲۰۲۴ به‌عنوان بخشی از فاز پنجم دنیای سینمایی مارول در ایالات متحده منتشر شد.

### کاپیتان آمریکا: دنیای شجاع جدید
کاپیتان آمریکا: جنگ داخلی (۲۰۱۶) سه‌گانهٔ کاپیتان آمریکا با بازی کریس ایوانز در نقش استیو راجرز را به پایان رساند. آنتونی مکی در فالکون و سرباز زمستان به کاپیتان آمریکا جدید تبدیل شد، و فیلم جدیدی از این شخصیت تا آوریل ۲۰۲۱ به‌دست اسپلمن و ماسن (که هر دو نویسندهٔ فالکون و سرباز زمستان بودند) در دست نگارش بود. مکی در اوت همان سال برای بازی در این فیلم به‌کار گرفته شد. اونا در ژوئیهٔ ۲۰۲۲ که عنوان نظم جهانی نوین برای فیلم برگزیده شد، به پروژه پیوست. دیگر اعضای گروه بازیگران در سپتامبر همان سال اعلام شدند. فیلم‌برداری از مارس تا ژوئن ۲۰۲۳ در استودیوهای تریلیث در آتلانتا، جورجیا انجام گرفت و مکان فیلم‌برداری افزوده در واشینگتن، دی.سی. بود. عنوان فیلم هنگام فیلم‌برداری به آمریکا: دنیای جدید شجاع تغییر داده شد. اورتن در دسامبر ۲۰۲۳ برای نگارش سناریوی فیلم‌برداری مجدد که قرار بود از آغاز تا میانهٔ ۲۰۲۴ انجام شود، به پروژه پیوست.
آمریکا: دنیای جدید شجاع نخستین بار در ۱۱ فوریهٔ ۲۰۲۵ در سالن نمایش چینی گرامن در لس آنجلس، کالیفرنیا به نمایش درآمد و در ۱۴ فوریهٔ ۲۰۲۵ در ایالات متحده به‌عنوان بخشی از فاز پنجم دنیای سینمایی منتشر شد. این فیلم با فروش جهانی بیش از ۴۱۶ میلیون دلاری، به سومین فیلم پرفروش ۲۰۲۵ تبدیل شده است. نقدهای منتقدان دربارهٔ داستان، ارتباطات فیلم با دیگر پروژه‌های دنیای سینمایی مارول و جلوه‌های بصری آن متفاوت بوده است. با این حال، اجراهای بازیگران، به‌ویژه مکی و فورد، مورد تحسین قرار گرفته‌اند.

### تاندربولتز*
استودیوی مارول در سال ۲۰۲۱ شروع به بررسی تشکیل تیم تاندربولتز در MCU کرد. در ژوئن ۲۰۲۲، زمانی که شرایر و پیرسون با هم متحد شدند، اعلام شد که این فیلم در حال ساخت است. بازیگران اصلی فیلم در ماه سپتامبر اعلام شدند و سپس تا اوایل سال ۲۰۲۳ بازیگران دیگری نیز انتخاب شدند. لی برای بازنویسی فیلمنامه فیلم تا مارس ۲۰۲۳ ملحق شد، یکی از چندین خلاقی که برای همکاری با شرایر از سریال مشاجره برای نتفلیکس بازگشت. تولید به دلیل اختلافات کارگری هالیوود در سال ۲۰۲۳ به تعویق افتاد و باعث شد که برخی از بازیگران پروژه را ترک کنند و در اوایل سال ۲۰۲۴ که کالو به آن ملحق شد بازیگران جدید جایگزین شوند. فیلمبرداری در فوریه ۲۰۲۴ آغاز شد و تا ژوئن همان یال در استودیو تریلیث و استودیوهای آتلانتا مترو در آتلانتا، و همچنین در یوتا و کوالا لامپور ادامه داشت.
تاندربولتز* در ۲۲ آوریل ۲۰۲۵ در امپایر، میدان لستر لندن، انگلستان، به نمایش درآمد و در ۲ مه در ایالات متحده به عنوان آخرین فیلم از فاز پنجم دنیای سینمایی مارول اکران شد. پایان فیلم مشخص می‌کند که علامت ستاره در عنوان به انتقام‌جویان جدید اشاره دارد، و تیم تاندربولتز با نام «انتقام‌جویان جدید» بازسازی برند شده‌اند؛ پس از آخر هفته افتتاحیه فیلم، مارول استودیوز شروع به بازاریابی فیلم با این عنوان کرد. این فیلم نقدهای مثبتی از منتقدان دریافت کرده و ۱۷۷ میلیون دلار فروش داشته است که هشتمین فیلم پرفروش سال ۲۰۲۵ می باشد

## مجموعه‌های تلویزیونی
| فاز چهارم                     | فاز چهارم                           | فاز چهارم | فاز چهارم | فاز چهارم      | فاز چهارم        | فاز چهارم        | فاز چهارم | فاز چهارم |
| مجموعه تلویزیونی              | به انگلیسی                          | فصل       | فصل       | اپیزودها       | تاریخ اصلی نمایش | تاریخ اصلی نمایش | وضعیت     | منبع      |
| مجموعه تلویزیونی              | به انگلیسی                          | فصل       | فصل       | اپیزودها       | نخستین           | آخرین            | وضعیت     | منبع      |
| ----------------------------- | ----------------------------------- | --------- | --------- | -------------- | ---------------- | ---------------- | --------- | --------- |
| تهاجم مخفی                    | Secret Invasion                     |           | ۱         | ۶              | ۲۱ ژوئن ۲۰۲۳     | ۲۶ جولای ۲۰۲۳    | منتشرشده  | [ ۴۷ ]    |
| لوکی                          | Loki 2                              |           | ۲         | ۶              | ۵ اکتبر ۲۰۲۳     | ۹ نوامبر ۲۰۲۳    | منتشرشده  | [ ۴۸ ]    |
| چه می‌شود اگر… ؟               | What if......? 2                    |           | ۲         | ۹              | ۲۲ دسامبر ۲۰۲۳   | ۳۰ دسامبر ۲۰۲۳   | منتشرشده  | [ ۵۰ ]    |
| چه می‌شود اگر… ؟               | What if......? 3                    | ۳         | ۸         | ۲۲ دسامبر ۲۰۲۴ | ۲۹ دسامبر ۲۰۲۴   | [ ۵۱ ]           | منتشرشده  |           |
| اکو                           | Echo                                |           | ۱         | ۵              | ۹ ژانویه ۲۰۲۴    | ۹ ژانویه ۲۰۲۴    | منتشرشده  | [ ۵۲ ]    |
| مردان ایکس ۹۷                 | X-Men '97                           |           | ۱         | ۱۰             | ۲۰ مارس ۲۰۲۴     | ۱۵ مه ۲۰۲۴       | منتشرشده  | [ ۳۵ ]    |
| آگاتا: تمام مدت               | Agatha All Along                    |           | ۱         | ۹              | ۱۸ سپتامبر ۲۰۲۴  | ۳۰ اکتبر ۲۰۲۴    | منتشرشده  | [ ۵۳ ]    |
| دوست خوب محله شما مرد عنکبوتی | Your good neighborhood : Spider-Man |           | ۱         | ۱۰             | ۲۹ ژانویه ۲۰۲۵   | ۱۹ فوریه ۲۰۲۵    | منتشرشده  | [ ۵۱ ]    |
| دردویل: تولد دوباره           | Daredevil: Born Again               |           | ۱         | ۹              | ۴ مارس ۲۰۲۵      | ۱۶ آپریل ۲۰۲۵    | منتشرشده  | [ ۵۴ ]    |
| آیرون‌هارت                     | Iron-Heart                          |           | ۱         | ۶              | ۲۴ ژوئن ۲۰۲۵     | ن/م              | پس تولید  | [ ۵۵ ]    |